# Achada do Teixeira
Achada do Teixeira es una montaña y un asentamiento de la freguesia (parroquia) de Santana, del municipio de Santana, en la Región Autónoma de Madeira, Portugal. Tiene una atracción natural en un roca basáltica llamada "hombre de pie" ("homem em pé" en portugués). De este lugar parte el acceso principal a Pico Ruivo, mediante el sendero PR1.2 Vereda do Pico Ruivo. En este emplazamiento se ubica un aparcamiento para los visitantes. La división entre las tres parroquias del municipio de Santana converge aquí, Santana, Faial y Ilha. 
Desde el año 2002, el Grupo de Astronomía de la Universidad de Madeira ha aguantado su tradicional AstroFesta en este sitio. De hecho, el área que rodea Achada Teixeira se encuentra entre las mejores ubicaciones para observación astronómica a nivel nacional. Un poco más arriba  tenemos la altiplanicie de Encumeada Alta: uno de los sitios mejores en el Hemisferio del norte para hacer Astronomía, ya localizado en la parroquia de Faial.
Actualmente hay planes para instalar un observatorio robótico pequeño junto a Achada Teixeira. Una base de cemento ya ha sido construida para este propósito.